# Birmanische Sprachen
Die birmanischen oder burmesischen Sprachen bilden eine Untereinheit der lolo-birmanischen Sprachen, die zu den tibetobirmanischen Sprachen gehören, einem Primärzweig des Sinotibetischen. Die etwa fünfzehn Sprachen werden von 35 Millionen Menschen in Birma und Südchina gesprochen. Die birmanischen Sprachen gliedern sich genetisch in zwei Untergruppen, Nord-Birmanisch und Süd-Birmanisch. Letzteres besteht aus dem eigentlichen Birmanischen (auch: Burmesisch) und nah verwandten Sprachen, das Nord-Birmanische bildet dagegen eine relativ heterogene Gruppe.
Die mit Abstand bedeutendste Einzelsprache der birmanischen Sprachgruppe ist das eigentliche Birmanische, mit 32 Millionen Muttersprachlern und weiteren über 10 Millionen Zweitsprechern die Nationalsprache Birmas. Das Birmanische, dessen erste schriftlichen Belege ins 12. Jahrhundert zurückreichen, und das sich seitdem zu einer reichhaltigen Literatur- und Kultursprache entwickelt hat, ist damit auch die bei weitem sprecherreichste tibetobirmanische Sprache.

## Die birmanischen Sprachen innerhalb des Sinotibetischen
- Sinotibetisch
  - Tibetobirmanisch
    - Lolo-Birmanisch
      - Lolo-Sprachen
      - Birmanische Sprachen

## Interne Klassifikation und Sprecherzahlen
- Birmanisch
  - Nord-Birmanisch
    - Maru (Lawng) (100 Tsd. Sprecher)
    - Zaiwa (Tsaiva, Atsi) (110 Tsd.)
    - Lashi (Lachi, Letsi) (30 Tsd.)
    - Achang (30 Tsd.)
    - Xiandao (Xiandaohua) fast † (möglicherweise ein Dialekt des Achang)
    - Bela (Bola) (400)
    - Hpong (Phun) (einige 100)

  - Süd-Birmanisch
    - Birmanisch (i. e. S.) (Burmesisch) (32 Mio., mit Zweitsprechern ca. 45 Mio.)
      - Dialekte: Standard-Birmanisch (Subdialekte Rangun, Mandalay); Mergui, Yaw, Danu, Palaw

    - Yangbye (800 Tsd.)
    - Tavoyan (400 Tsd.)
    - Chaungta (120 Tsd.)
    - Intha (100 Tsd.)
    - Taungyo (40 Tsd.)
    - Rakhain (Arakanesisch) (1 Mio.)

Klassifikation und Sprecherzahlen nach dem angegebenen Weblink. Manche Forscher betrachten die südbirmanischen Varietäten als Dialekte des Birmanischen und nicht als separate Sprachen.

### Birmanische Sprachen
- Julian Wheatley: Burmese. In: G. Thurgood, R. J. LaPolla (Hrsg.): The Sino-Tibetan Languages. Routledge, London 2003.
- Julian Wheatley: Burmese. In: Bernard Comrie (Hrsg.): The World's Major Languages. Oxford University Press, 1990.
- Rudolf Yanson: A List of Old Burmese Words from 12th Century Inscriptions. In: C. I. Beckwith (Hrsg.): Medieval Tibeto-Burman Languages. Brill, Leiden/Boston/Köln 2002.

### Tibetobirmanisch
- Christopher I. Beckwith (Hrsg.): Medieval Tibeto-Burman Languages. Brill, Leiden/Boston/Köln 2002.
- Paul K. Benedict: Sino-Tibetan. A Conspectus. Cambridge University Press, 1972.
- Scott DeLancey: Sino-Tibetan Languages. In: Bernard Comrie (Hrsg.): The World's Major Languages. Oxford University Press, 1990.
- Austin Hale: Research on Tibeto-Burman Languages. Mouton, Berlin/New York/Amsterdam 1982.
- James A. Matisoff: Handbook of Proto-Tibeto-Burman. University of California Press, 2003.
- Anju Saxena (Hrsg.): Himalayan Languages. Mouton de Gruyter, Berlin – New York 2004.
- Graham Thurgood, Randy J. LaPolla (Hrsg.): The Sino-Tibetan Languages. Routledge, London 2003.
- George Van Driem: Languages of the Himalayas. Brill, Leiden 2001.